# Ordre du Mérite civil de Saxe

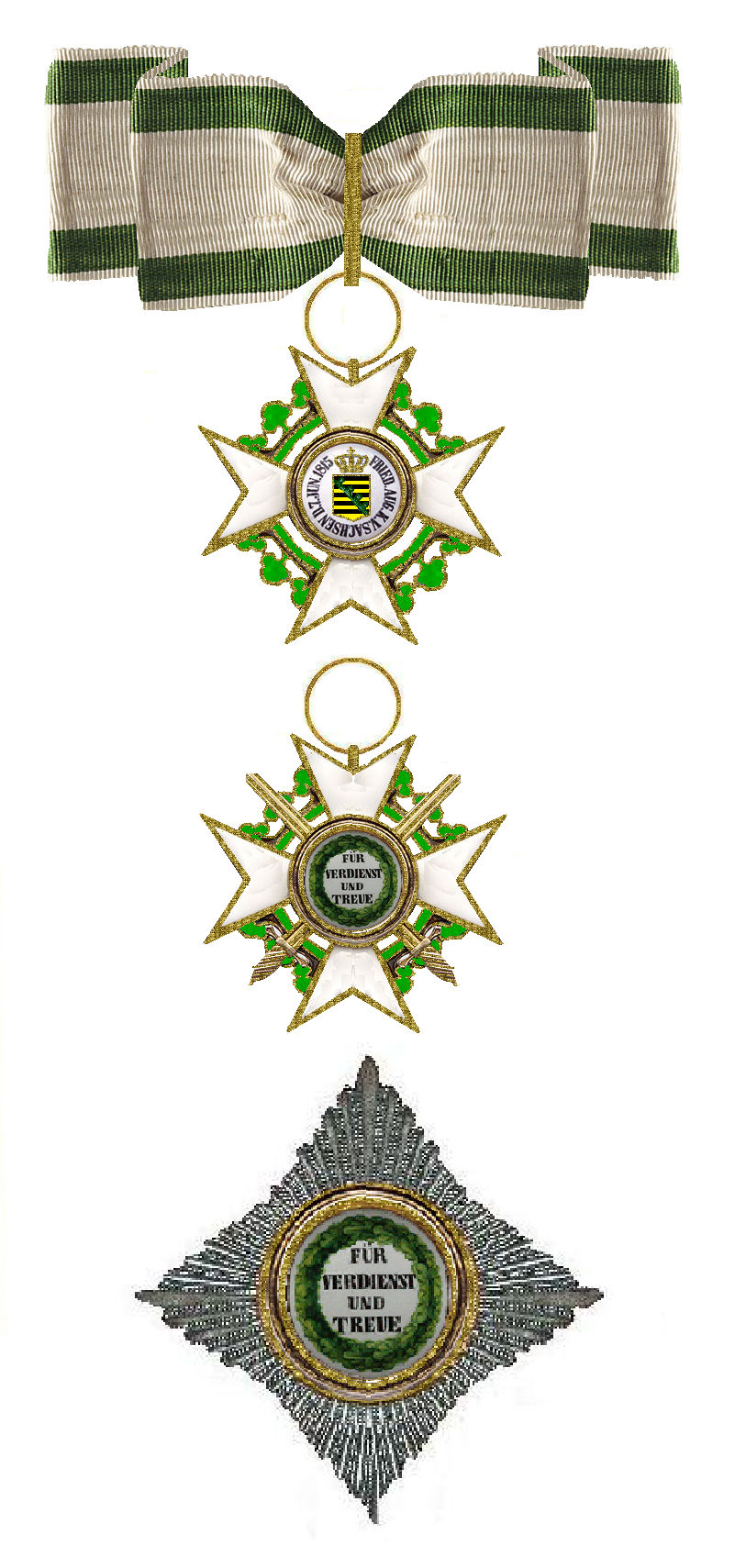
Commandeur Ire classe (Croix Avers / revers, étoile de poitrine)

L'Ordre sur le mérite civil de Saxe est fondée le 7 juin 1815 par le roi Frédéric Auguste Ier de Saxe, il peut être attribué à tous ceux qui ont fait preuve de mérite pour le royaume de Saxe . 
L'ordre ne doit pas être confondu avec l'ordre du Mérite saxon créé en 1996. 

## Classes
L’Ordre est initialement composé de cinq classes et une médaille du mérite en deux classes : 
- Grand-croix
- Commandeur Ire et IIe classe
- Chevalier
- Petite croix 
  - Médaille du Mérite en or
  - Médaille du Mérite en argent

Selon la loi du 18 mars 1858 la petite croix devient une croix d'honneur et le 31 janvier 1876 elle devient la classe de Chevalier IIe classe est créée. Dans le même temps, une croix du mérite est créée à la place de la médaille d'or du mérite . 
Pour le mérite militaire, des épées sont ajoutées à la médaille de l'ordre posées à travers l'angle croisé à la sentence. 

## Médaille
La médaille est une croix émaillée de couleur blanche et bordée d'or avec des couronnes royales (à partir de 1891) aux angles croisés. Le médaillon porte le blason saxon couronné avec l'inscription FRIED.AUG.K.V.SACHSEN.D.7.JUN.1815. ("Friedrich August Roi de Saxe. Le 7 juin 1815. "). Sur le verso du médaillon, qui est entouré d'une couronne de chêne émaillé vert, se trouve l'inscription de quatre lignes FÜR VERDIENST UND TREUE. Dans le modèle pour les étrangers, l'inscription se lit comme suit: DEM VERDIENSTE . 

## Port
La Grand-croix est portée sur une écharpe de l’épaule droite à la hanche gauche et porte une étoile à huit rayons. La décoration de commandeur Ire et IIe. classe se porte autour du cou, la première classe ajoute une étoile de poitrine. Les autres classes se décorent sur la poitrine gauche. 
Le ruban est blanc avec des bandes latérales herbeuses. 